# Plaza Mayor de Caracas

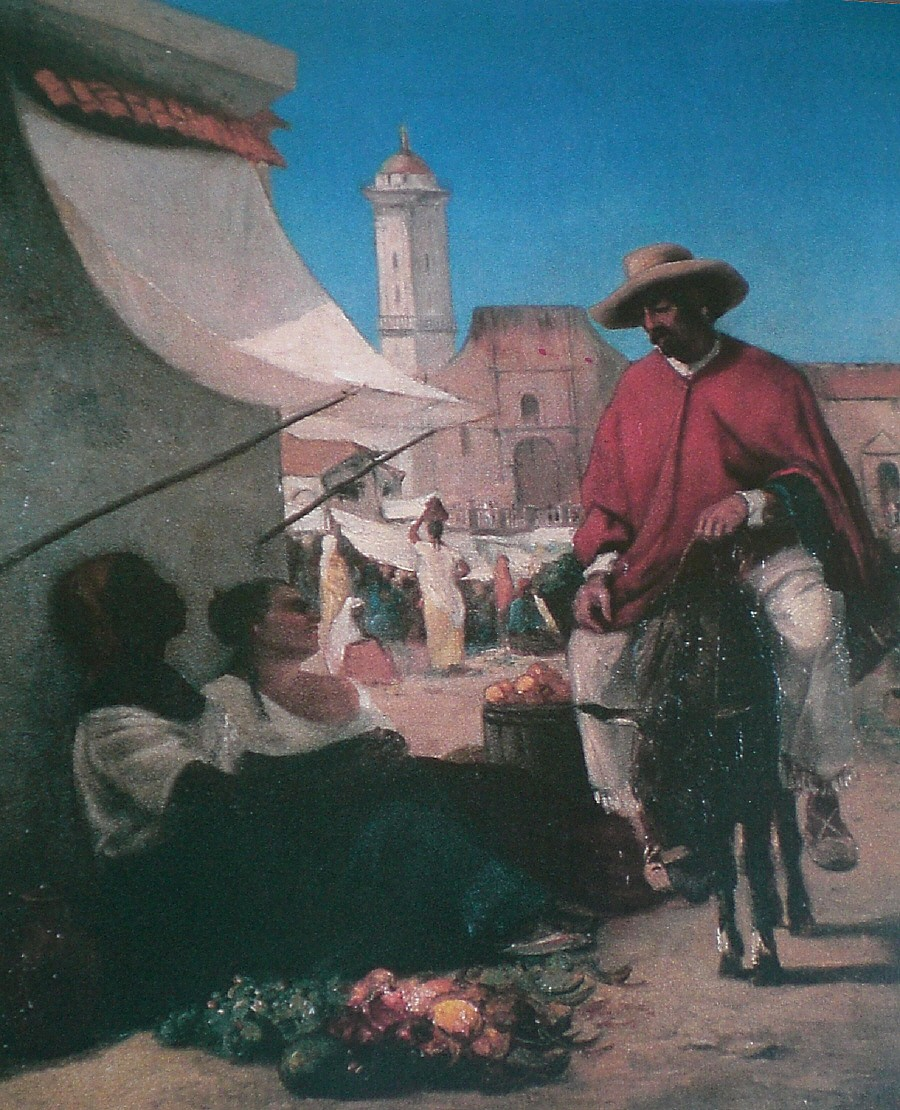
Plaza Mayor de Caracas (actual plaza Bolívar de Caracas). Óleo sobre tela de Camille Pissarro.

La plaza Mayor de Caracas es el lugar considerado centro de la ciudad de Caracas (Venezuela) en la época colonial y lugar donde generalmente se realizaba el mercado y se celebraban los acontecimientos oficiales. Apenas fundada Caracas, la Plaza Mayor sirve como centro del comercio de ese poblado. A esa plaza se le hicieron algunas modificaciones durante siglos pero una de las más significativas fue la de 1754 cuando el gobernador Felipe Ricardos ordena la construcción de unas arcadas para rodear la plaza. En la plaza era usual la ejecución y fusilamiento de enemigos políticos y conspiradores contra el gobierno colonial español, siendo el más conocido el de José María España, en la que su cadáver fue descuartizado en la plaza en 1799. La Plaza Mayor fue el sitio donde Venezuela logró el primer paso hacia la independencia, suscitándose una rebelión popular contra la Corona Española el 19 de abril de 1810.
Luego de la independencia, la plaza se le denominó como plaza de Armas y plaza del Mercado, hasta que en 1842 llegan desde Santa Marta los restos del Libertador Simón Bolívar a Caracas y se le nombra formalmente Plaza Bolívar, aunque el nombre no será utilizado como tal hasta 1874.